# K리그 도움상
역대 K리그와 리그컵, R리그에서 도움상을 수상한 선수들의 명단이다.

## K리그1수상자 (1983–현재)
| 시즌 | 선수       | 구단                      | 도움 | 경기수 | 경기당 도움 |
| ---- | ---------- | ------------------------- | ---- | ------ | ----------- |
| 1983 | 박창선     | 할렐루야 독수리           | 6    | 15     | 0.40        |
| 1984 | 렌스베르겐 | 현대 호랑이               | 9    | 27     | 0.33        |
| 1985 | 피아퐁     | 럭키금성 황소             | 6    | 21     | 0.29        |
| 1986 | 강득수     | 럭키금성 황소             | 8    | 15     | 0.53        |
| 1987 | 최상국     | 포항제철 아톰즈           | 8    | 30     | 0.27        |
| 1988 | 김종부     | 포항제철 아톰즈           | 5    | 15     | 0.33        |
| 1989 | 이흥실     | 포항제철 아톰즈           | 11   | 39     | 0.28        |
| 1990 | 최대식1    | 럭키금성 황소             | 7    | 29     | 0.24        |
| 1991 | 김준현     | 유공 코끼리               | 8    | 29     | 0.28        |
| 1992 | 신동철     | 유공 코끼리               | 8    | 25     | 0.32        |
| 1993 | 윤상철     | LG 치타스                 | 8    | 27     | 0.30        |
| 1994 | 고정운     | 일화 천마                 | 10   | 21     | 0.48        |
| 1995 | 아미르     | 대우 로얄즈               | 7    | 26     | 0.27        |
| 1996 | 라데       | 포항 아톰즈               | 14   | 32     | 0.44        |
| 1997 | 데니스     | 수원 삼성 블루윙즈        | 5    | 10     | 0.50        |
| 1998 | 정정수     | 울산 현대 호랑이          | 9    | 19     | 0.47        |
| 1999 | 변재섭     | 전북 현대 다이노스        | 8    | 25     | 0.32        |
| 2000 | 안드레     | 안양 LG 치타스            | 10   | 29     | 0.34        |
| 2001 | 우르모브   | 부산 아이콘스             | 10   | 23     | 0.43        |
| 2002 | 이천수     | 울산 현대 호랑이          | 9    | 18     | 0.50        |
| 2003 | 에드밀손   | 전북 현대 모터스          | 14   | 39     | 0.36        |
| 2004 | 홍순학     | 대구 FC                   | 6    | 18     | 0.33        |
| 2005 | 히칼도     | FC 서울                   | 9    | 16     | 0.56        |
| 2006 | 슈바       | 대전 시티즌               | 8    | 24     | 0.33        |
| 2007 | 따바레즈   | 포항 스틸러스             | 11   | 23     | 0.48        |
| 2008 | 브라질리아 | 울산 현대                 | 6    | 13     | 0.46        |
| 2009 | 루이스     | 전북 현대 모터스          | 12   | 28     | 0.43        |
| 2010 | 구자철     | 제주 유나이티드           | 11   | 26     | 0.42        |
| 2011 | 이동국     | 전북 현대 모터스          | 15   | 27     | 0.56        |
| 2012 | 몰리나     | FC 서울                   | 19   | 41     | 0.46        |
| 2013 | 몰리나     | FC 서울                   | 13   | 35     | 0.37        |
| 2014 | 이승기     | 전북 현대 모터스          | 10   | 26     | 0.38        |
| 2015 | 염기훈     | 수원 삼성 블루윙즈        | 17   | 35     | 0.49        |
| 2016 | 염기훈     | 수원 삼성 블루윙즈        | 15   | 34     | 0.44        |
| 2017 | 손준호     | 포항 스틸러스             | 14   | 35     | 0.40        |
| 2018 | 세징야     | 대구 FC                   | 11   | 25     | 0.44        |
| 2019 | 문선민     | 전북 현대 모터스          | 10   | 32     | 0.31        |
| 2020 | 강상우     | 상주 상무 / 포항 스틸러스 | 12   | 26     | 0.46        |
| 2021 | 김보경     | 전북 현대 모터스          | 10   | 32     | 0.31        |
| 2022 | 이기제     | 수원 삼성 블루윙즈        | 14   | 35     | 0.40        |
| 2023 | 백성동     | 포항 스틸러스             | 8    | 26     | 0.30        |

- 도움수가 동일할 경우 우선 순위는 출장경기수가 적은 선수, 출장경기수도 동일할 경우 출장시간이 적은 선수가 도움상 수상자로 결정된다.
- 1983 시즌부터 1996 시즌까지의 챔피언결정전의 도움수는 당시 대회들이 번외처리가 되어 합산되지 않았으며 1998 시즌부터 2006 시즌까지는 기존 정규리그에 포스트시즌인 플레이오프를 포함한 도움수로 도움상 수상자를 결정하였다.
- 6강 플레이오프 제도가 시작된 2007 시즌부터는 포스트시즌인 플레이오프를 제외한 순수한 정규리그 도움수로만 도움상 수상자를 결정하고 있다.

1 1990 시즌은 최대식과 송주석이 도움수와 경기수까지 동일했지만 당시 골을 더 많이 넣은 선수가 도움상을 받는 규정에 의거해 최대식이 도움상을 수상했다.

## K리그2수상자 (2013–현재)
| 시즌 | 선수     | 구단            | 도움 | 경기수 | 경기당 도움 |
| ---- | -------- | --------------- | ---- | ------ | ----------- |
| 2013 | 염기훈   | 경찰            | 11   | 21     | 0.52        |
| 2014 | 최진호   | 강원 FC         | 9    | 33     | 0.27        |
| 2015 | 김재성   | 서울 이랜드     | 12   | 39     | 0.31        |
| 2016 | 이호석   | 경남 FC         | 10   | 27     | 0.37        |
| 2017 | 장혁진   | 안산 그리너스   | 13   | 33     | 0.39        |
| 2018 | 호물로   | 부산 아이파크   | 9    | 35     | 0.27        |
| 2019 | 정재희   | 전남 드래곤즈   | 10   | 29     | 0.34        |
| 2020 | 김영욱   | 제주 유나이티드 | 7    | 23     | 0.30        |
| 2021 | 주현우   | FC 안양         | 8    | 37     | 0.21        |
| 2022 | 아코스티 | FC 안양         | 11   | 32     | 0.34        |
| 2023 | 발디비아 | 전남 드래곤즈   | 14   | 36     | 0.38        |

- 도움수가 동일할 경우 우선 순위는 출장경기수가 적은 선수, 출장경기수도 동일할 경우 출장시간이 적은 선수가 도움상 수상자로 결정된다.

## 리그컵수상자 (1986, 1992–2010)
| 시즌   | 선수        | 구단               | 도움        | 경기수      | 경기당 도움 |
| ------ | ----------- | ------------------ | ----------- | ----------- | ----------- |
| 1986   | 전영수      | 현대 호랑이        | 4           | 12          | 0.33        |
| 1992   | 이기근      | 포항제철 아톰즈    | 3           | 6           | 0.50        |
| 1993   | 루벤1       | 대우 로얄즈        | 2           | 5           | 0.40        |
| 1994   | 조정현      | 유공 코끼리        | 4           | 5           | 0.80        |
| 1995   | 윤정환      | 유공 코끼리        | 3           | 5           | 0.60        |
| 1996   | 윤정환      | 부천 유공          | 3           | 7           | 0.43        |
| 1997   | 고종수      | 수원 삼성 블루윙즈 | 4           | 8           | 0.50        |
| 1997프 | 올레그      | 안양 LG 치타스     | 5           | 7           | 0.71        |
| 1998   | 장철민      | 울산 현대 호랑이   | 3           | 9           | 0.33        |
| 1998필 | 윤정환      | 부천 SK            | 4           | 8           | 0.50        |
| 1999   | 데니스      | 수원 삼성 블루윙즈 | 3           | 3           | 1.00        |
| 1999대 | 조성환2     | 부천 SK            | 4           | 8           | 0.50        |
| 2000   | 데니스      | 수원 삼성 블루윙즈 | 4           | 3           | 1.33        |
| 2000대 | 전경준      | 부천 SK            | 4           | 9           | 0.44        |
| 2001   | 마니치      | 부산 아이콘스      | 5           | 11          | 0.45        |
| 2002   | 안드레      | 안양 LG 치타스     | 4           | 9           | 0.44        |
| 2003   | 대회 미개최 | 대회 미개최        | 대회 미개최 | 대회 미개최 | 대회 미개최 |
| 2004   | 따바레즈    | 포항 스틸러스      | 5           | 11          | 0.45        |
| 2005   | 세자르      | 전북 현대 모터스   | 5           | 9           | 0.56        |
| 2006   | 두두        | 성남 일화 천마     | 5           | 9           | 0.56        |
| 2007   | 이청용      | FC 서울            | 5           | 8           | 0.63        |
| 2008   | 변성환      | 제주 유나이티드    | 3           | 9           | 0.33        |
| 2009   | 조찬호      | 포항 스틸러스      | 3           | 4           | 0.75        |
| 2010   | 장남석      | 대구 FC            | 4           | 5           | 0.80        |
| 2011   | 최재수      | 울산 현대          | 4           | 6           | 0.67        |

- 도움수가 동일할 경우 우선 순위는 출장경기수가 적은 선수, 출장경기수도 동일할 경우 출장시간이 적은 선수가 도움상 수상자로 결정된다.
- 리그컵 전경기(예선 조별리그부터 본선 토너먼트 결승전까지) 도움수로 결정한다.

1 1993 아디다스컵에는 총 4명이 2도움 5경기로 동일하였지만 루벤이 이영진, 강재순, 노태경보다 출전 시간이 적어 도움상을 수상했다.

2 1999 대한화재컵은 조성환과 서혁수가 도움수와 경기수까지 동일했지만 연장전까지 뛰었던 서혁수보다 조성환이 출전 시간이 적어 도움상을 수상했다.

## R리그수상자 (1990, 2000–2012)
| 시즌 | 선수   | 구단               | 도움 | 경기수 | 경기당 도움 |
| ---- | ------ | ------------------ | ---- | ------ | ----------- |
| 1990 | 안기철 | 대우 로얄즈        | ?    | ?      | ?           |
| 2000 | 신종혁 | 포항 스틸러스      | 6    | 12     | 0.50        |
| 2001 | 이정운 | 포항 스틸러스      | 5    | 13     | 0.38        |
| 2002 | 김우재 | 성남 일화 천마     | 6    | 18     | 0.33        |
| 2003 | 박원재 | 포항 스틸러스      | 4    | 13     | 0.31        |
| 2004 | 장동현 | 성남 일화 천마     | 5    | 17     | 0.29        |
| 2005 | 유현구 | 제주 유나이티드    | 8    | 21     | 0.38        |
| 2006 | 이근호 | 인천 유나이티드    | 7    | 20     | 0.35        |
| 2007 | 황진성 | 포항 스틸러스      | 5    | 5      | 1.00        |
| 2008 | 이태영 | 포항 스틸러스      | 7    | 21     | 0.33        |
| 2009 | 최성현 | 수원 삼성 블루윙즈 | 5    | 7      | 0.71        |
| 2010 | 김은후 | 전북 현대 모터스   | 6    | 10     | 0.60        |
| 2011 | 신진호 | 포항 스틸러스      | 7    | 17     | 0.41        |
| 2012 | 최진수 | 울산 현대          | 5    | 10     | 0.50        |

## 참고 자료
- K리그 공식 웹사이트: 역대 개인상 수상자
- K리그 공식 웹사이트: K리그 히스토리

## 같이 보기
- K리그 최우수선수상
- K리그 영플레이어상
- K리그 득점상
- K리그 베스트 11
- K리그 감독상
- K리그 개인 수상 기록
- K리그 구단 수상 기록